# 알류산산맥

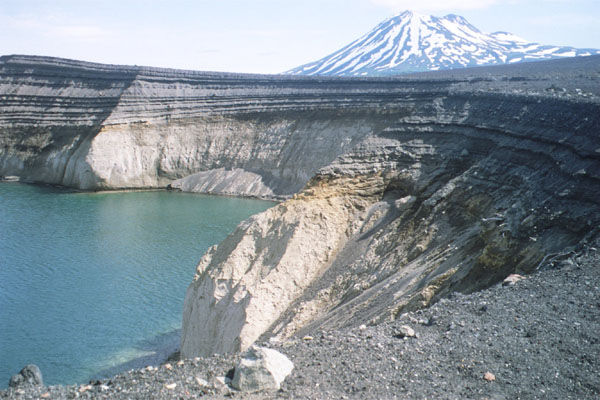

알류산산맥은 미국 알래스카에 있는 긴 산맥이다. 이 산맥의 대부분은 화산들이고, 클리블랜드산, 우킨렉 마르, 스퍼산, 노바룹타산, 파블로프산, 아니아크착산 등 여러 화산들이 분포하고 있다. 파블로프산은 지금까지 분화하고 있는 활화산이다.

## 같이 보기
- 알래스카주의 지진 목록